# 雪融之時
《雪融之時》（ユキトキ）是日本歌手的第5隻單曲，於2013年4月17日正式發行。

## 概要
是動畫《果然我的青春戀愛喜劇搞錯了。》的片頭曲，只設通常盤（GNCA-0269）一種版本。
A面的收録於2013年發售的專輯，而B面的及「Surrealisme」亦收録於2019年發售的耦合歌曲專輯「memorandum」內。

## 銷量紀錄
本單曲於發售首周在Oricon公信榜單曲周榜上奪得第11名，並上榜11週，而在Billboard Japan Hot 100周榜上則奪得第40位。

## 收錄曲目
| CD   | CD                           | CD       | CD                                         | CD   |
| 曲序 | 曲目                         | 作曲     | 编曲                                       | 时长 |
| ---- | ---------------------------- | -------- | ------------------------------------------ | ---- |
| 1.   | ユキトキ                     | 北川勝利 | 北川勝利、長谷泰宏（ストリングスアレンジ） | 4:29 |
| 2.   | 音のない夢                   | 北川勝利 | 北川勝利                                   | 4:12 |
| 3.   | Surrealisme                  | きくお   | きくお                                     | 3:50 |
| 4.   | ユキトキ（instrumental）     | 北川勝利 | 北川勝利、長谷泰宏（ストリングスアレンジ） | 4:29 |
| 5.   | 音のない夢（instrumental）   | 北川勝利 | 北川勝利                                   | 4:12 |
| 6.   | Surrealisme （instrumental） | きくお   | きくお                                     | 3:50 |

## 外部連結
- やなぎなぎ官方網站 （页面存档备份，存于） （日語）